# + Novo de Novo
+ Novo de Novo, também conhecido por Mais Novo de Novo, é o oitavo álbum, sendo o segundo ao vivo, e o primeiro DVD, da carreira solo do músico Paulinho Moska.

## O Álbum
O álbum foi lançado nos formatos CD e DVD. O CD é um desdobramento do DVD, e contém 18 faixas (o DVD contém 20), ou seja, praticamente o show na íntegra. O cd contém ainda as faixas bônus "Admito que Perdi" e "Cheio de Vazio", que não aparecem no DVD.
No show, Moska contou com a participação do grupo Bate Lata em três músicas e de Jorge Drexler em "Dos Colores: Blanco y Negro".
O DVD apresenta, além do show ao vivo, uma espécie de filme/documentário/ficção, chamado pelo músico de "roteiro", que conta um pouco sobre o processo criativo das canções inspiradas nos auto-retratos nos banheiros.
| “ | "A ideia era que o DVD tivesse um roteiro, uma historinha. (com as fotografias dos banheiros). Pra mim, é interessante esse esquema de ter um roteiro, porque senão fica uma coisa cansativa. É diferente de um CD, que você escuta várias vezes. Eu vejo um DVD no máximo duas vezes. E com esse lance do roteiro, fica mais divertido, você vai percebendo novos detalhes a cada vez.” | ” |

## Faixas
| 01. Tudo Novo de Novo 02. Lágrimas de Diamantes 03. Reflexos e Reflexões 04. O Jardim do Silêncio 05. A Seta e o Alvo 06. Trampolim 07. Admiração 08. A Idade do Céu (versão de La Edad Del Cielo) 09. Pensando Em Você 10. Seu Olhar 11. Sem Dizer Adeus 12. O Bilhete no Fim 13. Um Móbile no Furacão 14. Relampiano (Part. Esp.: Bate Lata) 15. O Último Dia (Part. Esp.: Bate Lata) 16. O Mundo (Part. Esp.: Bate Lata) 17. Cheio de Vazio 18. Admito que Perdi | 01. Tudo Novo de Novo 02. Lágrimas de Diamantes 03. Reflexos e Reflexões 04. O Jardim do Silêncio 05. A Seta e o Alvo 06. Trampolim 07. Admiração 08. A Idade do Céu (versão de La Edad Del Cielo) 09. Dos Colores: Blanco y Negro (Part. Esp.: Jorge Drexler) 10. Seu Olhar 11. Pensando Em Você 12. Sem Dizer Adeus 13. Acordando 14. O Bilhete No Fim 15. Um Móbile No Furacão 16. Relampiano (Part. Esp.: Bate Lata) 17. O Mundo (Part. Esp.: Bate Lata) 18. O Último Dia (Part. Esp.: Bate Lata) 19. Coração Vagabundo 20. Tudo Novo de Novo |